# Sebastian Bregman

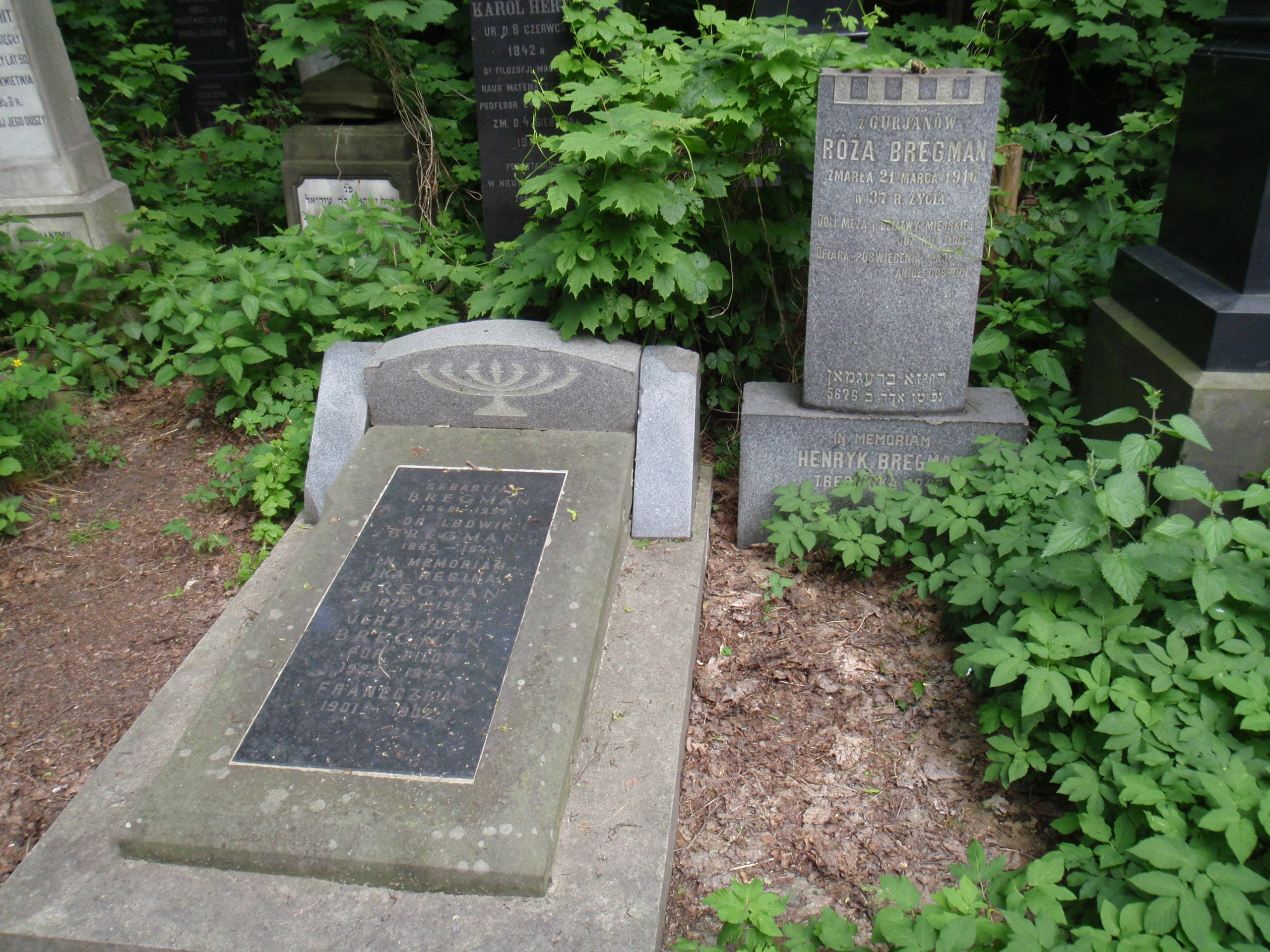
Grób Sebastiana Bregmana na cmentarzu żydowskim w Warszawie (po lewej).

Sebastian Bregman (ur. 1848, zm. 1939 w Warszawie) – polski kupiec i działacz żydowskiego pochodzenia, w latach 1923–1926 prezes warszawskiej gminy żydowskiej.
Do 1918 roku prowadził przedsiębiorstwo budowlane. Równocześnie oddawał się działalności społecznej, którą prowadził przez całe życie. Przewodził Komitetowi Wielkiej Synagogi w Warszawie.
Był ojcem Ludwika Eliasza Bregmana, neurologa.
Sebastian Bregman został pochowany w alei głównej cmentarza żydowskiego przy ulicy Okopowej w Warszawie (kwatera 71).